# 아이즐리 브라더스
아이즐리 브라더스 (The Isley Brothers, 발음: ˈaɪzliː; EYES-lee)는 1954년에 결성한 미국의 R&B, 소울, 펑크 음악 그룹이다.

## 발자취
미국 1954년 오켈리 아이즐리 주니어 (O'Kelly Isley, Jr.), 루돌프 아이즐리 (Rudolph "Rudy" Isley), 로널드 아이즐리 (Ronald "Ronnie" Isley), 3명이 음악 그룹을 결성했다. 뒤이어 어니스트 아이즐리 (Ernest "Ernie" Isley)와 마빈 아이즐리 (Marvin Isley), 크리스토퍼 재스퍼 (Christopher "Chris" Jasper)가 합류하여 6인조 음악 그룹이 되었다. 결성 초기 그들은 가스펠, 두왑 장르를 추구했다. 히트 싱글 "Shout"을 발표하여 1962년 원드 래코드에 픽업돼 또 다른 히트 싱글 "Twist and Shout"으로 성공을 거두었다. 그들은 당시 전 세계적으로 인정받은 록 밴드 비틀즈로부터 음악적 영향을 받았다고 했다. 1964년에 그들은 원드 레코드를 떠나고, 그해 뉴 저지에서 새 레이블 티 넥 레코드를 설립하였다. 싱글 "Testify"를 발매하면서부터는 기타리스트인 지미 핸드릭스를 영입하기도 하였다. 1965년 그들은 모타운 레코드와 계약을 하고, 히트 싱글 "This Old Heart of Mine (Is Weak for You)"로 빌보드 R&B 싱글 차트에서 6주 동안 1위를 하였다. 그들은 작사가 스모키 로빈슨 등과도 작업하였다. 영국에서는 싱글 "This Old Heart", "Put Yourself in My Place", "Behind a Painted Smile"로 탑 40 차트에 진입하였다.